# Calomera littoralis
Calomera littoralis — жук-стрибун роду Calomera, поширений у Палеарктиці. Мешкає переважно по берегах солоних, іноді прісних водойм.

## Опис
Тіло видовжене, у довжину 1,1-1,5 см, згори мідно-бронзове. Голова спереду та з боків з довгими білими волосками, верхня губа світла. На надкрилах наявний малюнок з білих плям.  

## Спосіб життя
Жуки поширені на відкритих сонячних ділянках на піщаних та засолених ґрунтах. Часто трапляється на дюнах уздовж морських узбереж, хоча може траплятися й на достатній відстані від моря.
Імаго трапляються рано навесні, а потім у більшій кількості в липні-серпні. У південних регіонах можуть бути знайдені з лютого до листопада

## Ареал
Calomera littoralis поширений у Палеарктиці від Піренейського півострова до Далекого Сходу Росії. У Європі мешкає по узбережжях Середземного, Чорного та Азовського морів, окремі популяції відмічені в Угорщині, Чехії, в глибині України та Росії. У Туреччині поширений на узбережжях морів та вглибині країни, зокрема по берегах озера Ван. Також поширений по узбережжях Північної Африки, на Близькому Сході, у Закавказзі, Центральній Азії, в Ірані, Афганістані, Пакистані, на півдні Сибіру, в Монголії, на півночі Китаю. В Україні окрім узбережжя морів відомий зі степової зони, іноді трапляється на півдні Лісостепу.
Вид розділяють на 7 підвидів:
- C. littoralis afghana (Mandl, 1955)
- C. littoralis aulicoides (Sahlberg, 1913)
- C. littoralis conjunctaepustulata (Dokhtouroff, 1887)
- C. littoralis fiorii (Grandi, 1906)
- C. littoralis nemoralis (Olivier, 1790)
- C. littoralis littoralis (Fabricius, 1787)
- C. littoralis winkleri (Mandl, 1934)

## Взаємодія з людиною
Виду загрожує зникнення типових для нього оселищ. У італійській провінції Венето кількість жуків суттєво скоротилася з 1950-х — 1960-х років, хоча станом на 2000-і є помірно значною. Підвид Calomera littoralis conjunctaepustulata занесений до Червоної книги Воронезької області РФ.